# 河井孝仁
河井 孝仁（かわい たかよし、1958年（昭和33年）9月29日 - ）は日本の社会学者・情報科学者。東海大学文学部広報メディア学科教授。専門はシティプロモーション。

## 略歴
- 1958年（昭和33年）9月28日、静岡県浜松市生まれ。静岡県立浜松北高等学校卒業、名古屋大学卒業、同大学院情報科学研究科博士後期課程修了。その後、静岡県庁企画部情報政策室を経て、東海大学文学部広報メディア学科准教授に就任。2010年（平成22年）に教授となる。

## 役職
- 総務省 地域情報化アドバイザー
- 独立行政法人防災科学技術研究所 客員研究員
- 静岡県 分野別広報アドバイザー
- 静岡県生涯学習審議会委員副会長
- 島田eコミュニティ・プラットフォーム研究会委員
- 公共コミュニケーション学会 会長理事[3]

## 著書

### 単著
- 『シティプロモーション　地域の魅力を創るしごと』（東京法令出版、2009年）
- 『地域を変える情報交流　創発型地域経営の可能性』（東海大学出版会、2009年）

### 共著
- （岩崎正洋・田中幹也）『コミュニティ』（日本経済評論社、2005年）

## 所属学会
- 公共コミュニケーション学会
- 日本マーケティング学会